# Мерсер (округ, Міссурі)
Шаблон:StateAbbr_ 40°25′ пн. ш. 93°34′ зх. д. / 40.42° пн. ш. 93.57° зх. д.
Округ  Мерсер (англ. Mercer County) — округ (графство) у штаті Міссурі, США. Ідентифікатор округу 29129.

## Історія
Округ утворений 1845 року.

## Демографія
За даними перепису 
2000 року 
загальне населення округу становило 3757 осіб, усе сільське.
Серед мешканців округу чоловіків було 1837, а жінок — 1920. В окрузі було 1600 домогосподарств, 1089 родин, які мешкали в 2125 будинках.
Середній розмір родини становив 2,83.
Віковий розподіл населення поданий у таблиці:
| Стать    | До 15 років | 15-21 | 22-29 | 30-39 | 40-49 | 50-65 | 65-85 | Понад 85 |
| -------- | ----------- | ----- | ----- | ----- | ----- | ----- | ----- | -------- |
| Чоловіки | 350         | 180   | 140   | 207   | 308   | 324   | 296   | 32       |
| Жінки    | 329         | 161   | 139   | 215   | 274   | 303   | 397   | 102      |

## Суміжні округи
- Вейн, Айова — північ
- Патнем — схід
- Салліван — південний схід
- Ґранді — південь
- Гаррісон — захід
- Декатур, Айова — північний захід

## Виноски
1. ↑  U.S. Decennial Census. United States Census Bureau. Архів оригіналу за 7 червня 2011. Процитовано 16 листопада 2014.
2. ↑  Historical Census Browser. University of Virginia Library. Архів оригіналу за 11 серпня 2012. Процитовано 16 листопада 2014.
3. ↑  Population of Counties by Decennial Census: 1900 to 1990. United States Census Bureau. Архів оригіналу за 3 грудня 2014. Процитовано 16 листопада 2014.
4. ↑  Census 2000 PHC-T-4. Ranking Tables for Counties: 1990 and 2000 (PDF). United States Census Bureau. Архів оригіналу (PDF) за 18 грудня 2014. Процитовано 16 листопада 2014.
5. ↑  State & County QuickFacts. United States Census Bureau. Архів оригіналу за 7 червня 2011. Процитовано 10 вересня 2013.(англ.) Наведено за англійською вікіпедією.
6. ↑  American FactFinder. Бюро перепису населення США. Архів оригіналу за 26 лютого 2012. Процитовано 31 січня 2008.

| США | Це незавершена стаття з географії США. Ви можете допомогти проєкту, виправивши або дописавши її. |